# زمان بین‌المللی اتمی

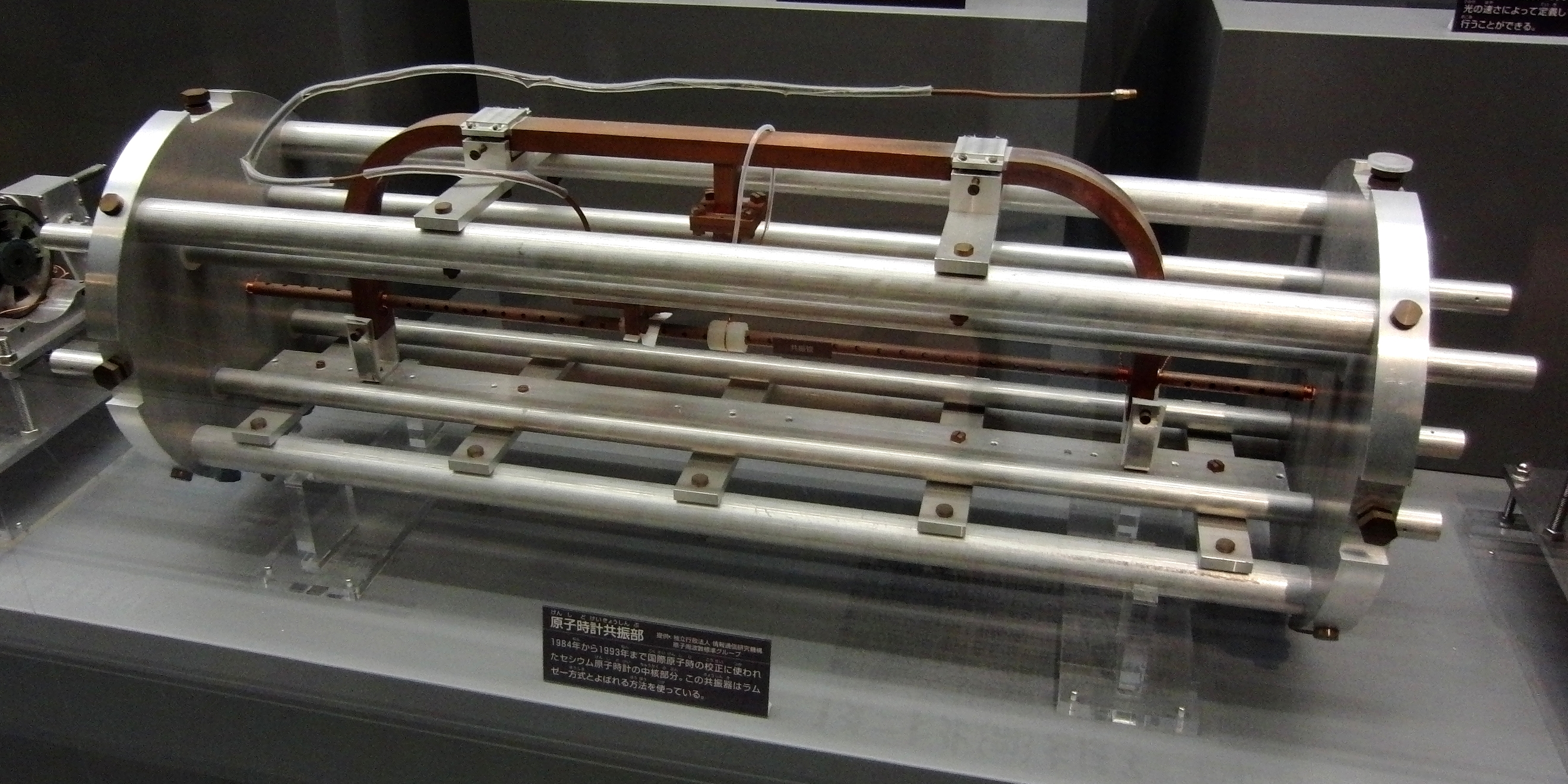
Atomic clock Resonator. Exhibit in the National Museum of Nature and Science, Tokyo, Japan

زمان بین‌المللی اتمی (temps atomique international) (با کوته‌نوشت TAI، از نام فرانسوی آن temps atomique international[]) یک استاندارد زمانی هماهنگ اتمی با دقت بالای ساعت اتمی است که بر اساس گذر زمان ویژه در ژئوئید زمین است. این یک مقیاس پیوسته از ادامهٔ زمان است، بدون احتساب ثانیه‌های کبیسه، و تحقق اصلی زمان زمینی TT (با یک افست ثابت از دوران) است. این مبنایی برای زمان هماهنگ جهانی (UTC) است که برای زمان‌سنجی شهری در سراسر سطح زمین استفاده می‌شود و شامل ثانیه‌های کبیسه است که UTC ثانیه‌های کاملی از TAI جلوتر است. از ۱ ژانویهٔ ۲۰۱۷، زمانی که افزودن یک ثانیه کبیسه دیگر اجرا شد،در حال حاضر UTC دقیقاً ۳۷ ثانیه از TAI عقب است. ۳۷ ثانیه از اختلاف اولیه ۱۰ ثانیه در آغاز سال ۱۹۷۲ به علاوه ۲۷ ثانیهٔ کبیسه در UTC از سال ۱۹۷۲ حاصل می‌شود.
TAI ممکن است با استفاده از روش‌های سنتی تعیین روز (اشاره به روز) گزارش شود که این از استانداردهای زمانی غیریکنواخت بر اساس چرخش زمین منتقل شده‌است. به‌طور خاص، هم در روزهای جولیان و هم در تقویم میلادی از آن استفاده می‌شود. TAI در این شکل در ابتدای سال ۱۹۵۸ با زمان جهانی هماهنگ شد و از آن زمان این دو از هم دور شده‌اند؛ که این عمدتاً به دلیل کند شدن چرخش محوری زمین بوده‌است.